# Cabo Greco
Cabo Greco es un promontorio en la parte sureste de la isla de Chipre. Se encuentra en el extremo sur de la Bahía de Famagusta.
Se localiza entre las ciudades de Ayia Napa y Protaras, los cuales son centros turísticos. Es frecuentemente visitado por muchos turistas por su belleza natural. Se trata de un parque natural protegido. A partir de los puntos altos en el acantilado que se apoya en el cabo se pueden ver vistas impresionantes al mar.
Según la leyenda local, es también el hogar del "monstruo marino de Ayia Napa".

## Galería de imágenes

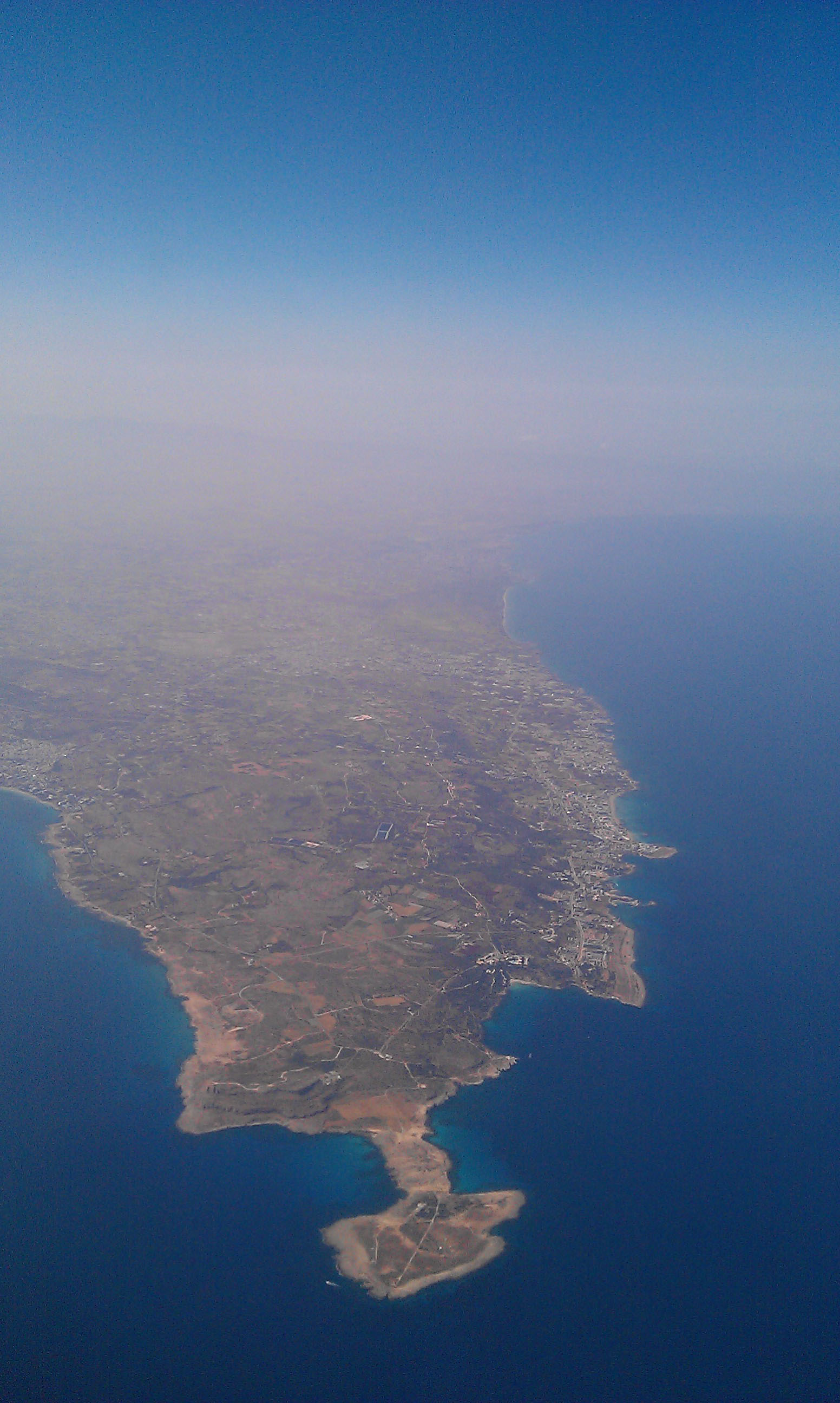
Vista aérea.
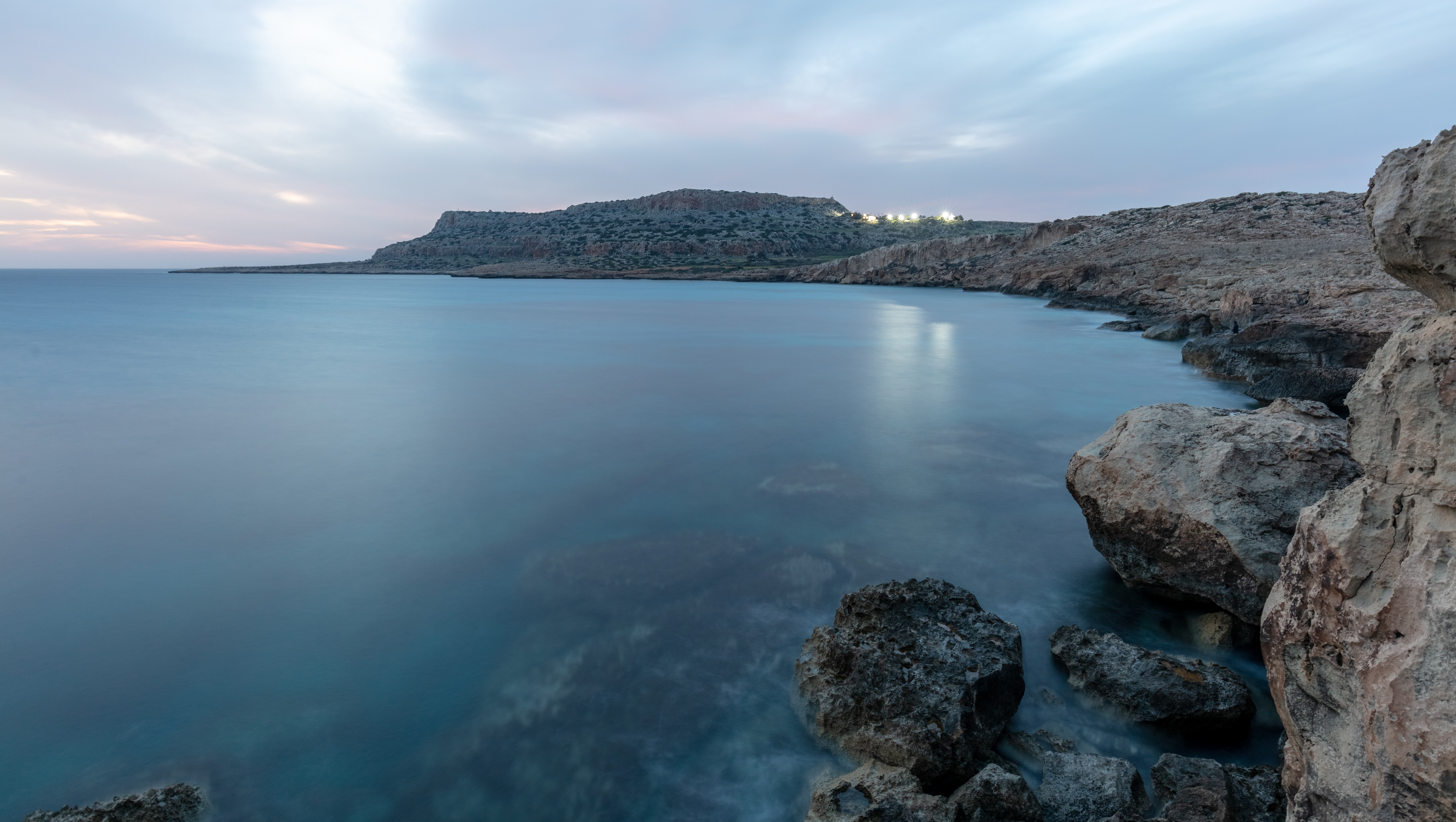
Vista lejana.
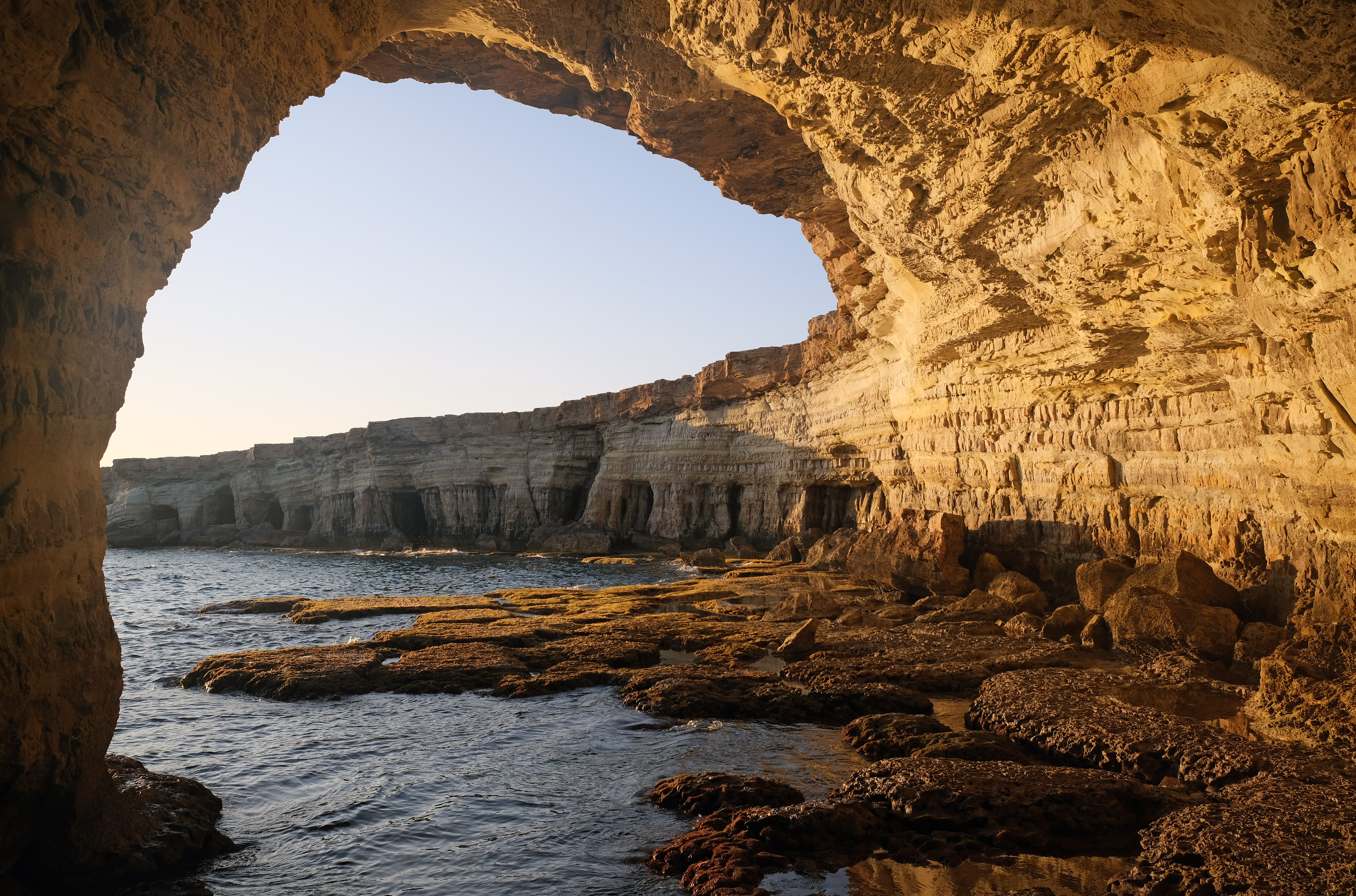
Cuevas en el cabo.
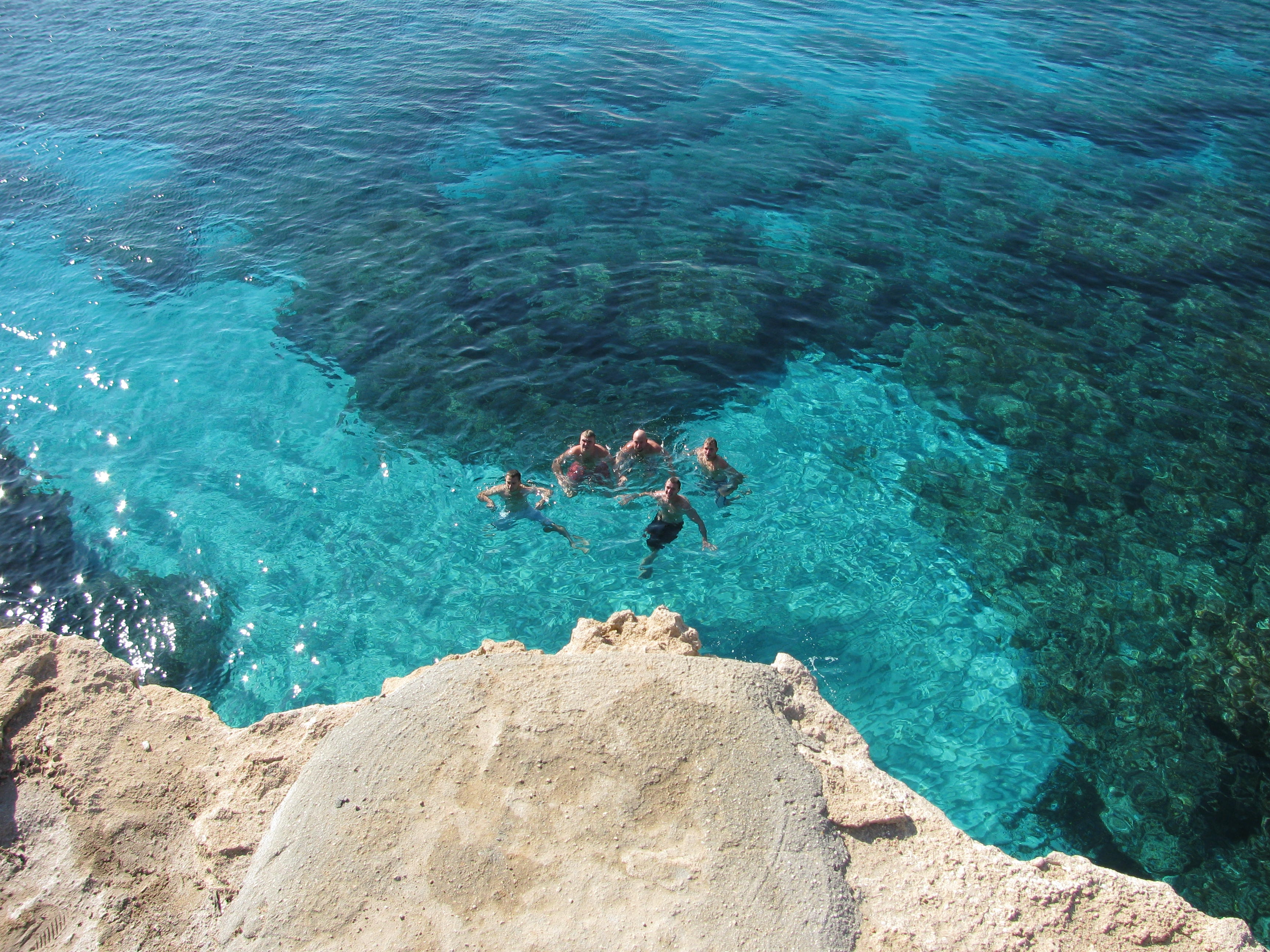
Piscinas naturales del Cabo.